# AL 200-1
AL 200-1 es el nombre de catálogo que identifica uno de los 200 fósiles de Australopithecus afarensis encontrados por Ato Alemayehu Asfaw en Hadar (Etiopía), en 1974, del equipo de los descriptores, Johanson y Taieb, que lo hicieron en un trabajo en la revista Nature en 1976. Su edad estimada es de entre 3,0-3,2 millones de años.
Consiste en un paladar con una dentadura completa que demuestra que la dentición de los homininos más primitivos era similar a la de los grandes simios. Tenía amplios incisivos espatulados, perceptibles en la visión frontal, con un arco dental en forma de "U". Es importante también la presencia de un diastema, o espacio entre los dientes caninos y los incisivos exteriores, otra vez similares a los de los monos y no a los de los seres humanos.